# Irene Strychalski
Irene Strychalski es una artista de cómics estadounidense mejor conocida por su trabajo en Unbelievable Gwenpool y Silk para Marvel Comics.

## Carrera
Irene Strychalski asistió a la Savannah College of Art and Design en Atlanta, Georgia, donde se graduó con una Licenciatura en Bellas Artes en Artes Secuenciales.  Ingresó a la industria del cómic en 2011 en Marvel Comics, donde ilustró Deadpool Family #1. Durante los años siguientes, ilustró otros títulos de Marvel, incluyendo los números 14 y 17 de Silk y los números 5, 6, 22 y 23 de Unbelievable Gwenpool, así como el tercer número de Edge of the Venomverse, donde creó el diseño para Venpool.  Ilustró Marvel Rising: Squirrel Girl / Ms. Marvel y Marvel Rising: Ms. Marvel / Squirrel Girl en 2018. Ilustró Marvel Super Hero Adventures: Spider-man's Spider-Sense of Adventure al año siguiente, en 2019. En 2020, Irene ilustró una historia corta para el cuarto número de Deadpool (serie de 2020), su trabajo más reciente para Marvel. Después de 2020, Irene dejó de trabajar para Marvel para centrarse en la creación de su propia serie de cómics.

### Hellion Comics
- Fiendish n.° 1 (2022)
- Fiendish n.° 2 (2023)
- Fiendish n.° 2.5 (2024)

### Marvel Comics
- Deadpool (serie de 2020) #4 (2020)
- Deadpool Family #1 (2011)
- Marvel Rising: Ms. Marvel / Squirrel Girl #1 (2018)
- Marvel Rising: Squirrel Girl / Ms. Marvel #1 (2018)
- Marvel Super Hero Adventures: Spider-man's Spider-Sense of Adventure #1 (2019)
- Silk #14 - #17 (2016)
- Unbelievable Gwenpool n.° 5, 6, 22 y 23 (2016)
- Edge of the Venomverse #2 (2017)

### Image Comics
- Chew: Warrior Chicken Poyo (one-shot) (2014)
- Winnebago Graveyard n.º 3 (una página de arte invitado) (2017) [3]